# Miron Nikolić
Miron Nikolić (Kapelna, 1846. február 15. – Pakrác, 1941. február 18.) pakráci szerb ortodox püspök. A szerb ortodox egyház leghosszabb ideig hivatalban lévő püspöke (51 év).

## Élete
1846-ban született a szlavóniai Kapelna faluban, a helyi lelkész fiaként. A gimnáziumot Szalatnokon, teológiai tanulmányait Karlócán végezte, majd lelkésszé szentelték. Tanári diplomát is szerzett, tanított Eszéken, Karlócán, Újvidéken és Daruváron. 1881-ben archimandrita lett. Az egyházi adminisztrációban nagy jártasságot szerzett, mert csaknem tíz évig a betegeskedő Nikanor Grujić pakráci püspököt helyettesítette. 1888-ban, miután Grujić meghalt, Nikolić-ot pakráci püspökké választották, megválasztását pedig hamarosan Ferenc József is megerősítette. 1890-ben szentelték püspökké. Püspöksége idején nyílt meg a pakráci tanítóképző. A millenniumi ünnepségek idején a II. osztályú vaskorona-renddel tüntették ki. Méltóságánál fogva tagja volt a magyar Főrendiháznak és a horvát országgyűlésnek is, amely 1906-ban a magyar képviselőházba delegálta. Élete utolsó hét évében egy lábtörés miatt nem volt képes elvégezni liturgikus feladatait. 1941-ben hunyt el, néhány nappal 95. születésnapja után. Nikolić volt a szerb ortodox egyház leghosszabb ideig hivatalban lévő püspöke.

## Fordítás
Ez a szócikk részben vagy egészben  a   Miron Nikolić című angol Wikipédia-szócikk fordításán alapul.  Az eredeti cikk szerkesztőit annak laptörténete sorolja fel. Ez a jelzés csupán a megfogalmazás eredetét és a szerzői jogokat jelzi, nem szolgál a cikkben szereplő információk forrásmegjelöléseként.